# Cornwall (Ontario)
Cornwall je kanadské město v provincii Ontario. Bylo pojmenováno po britském králi Jiřím IV., který měl kromě jiných i titul vévody z Cornwallu. Nachází se na řece svatého Vavřince v koridoru Québec-Windsor podél dálnice Ontario Highway 401.